# José Ortega Cano

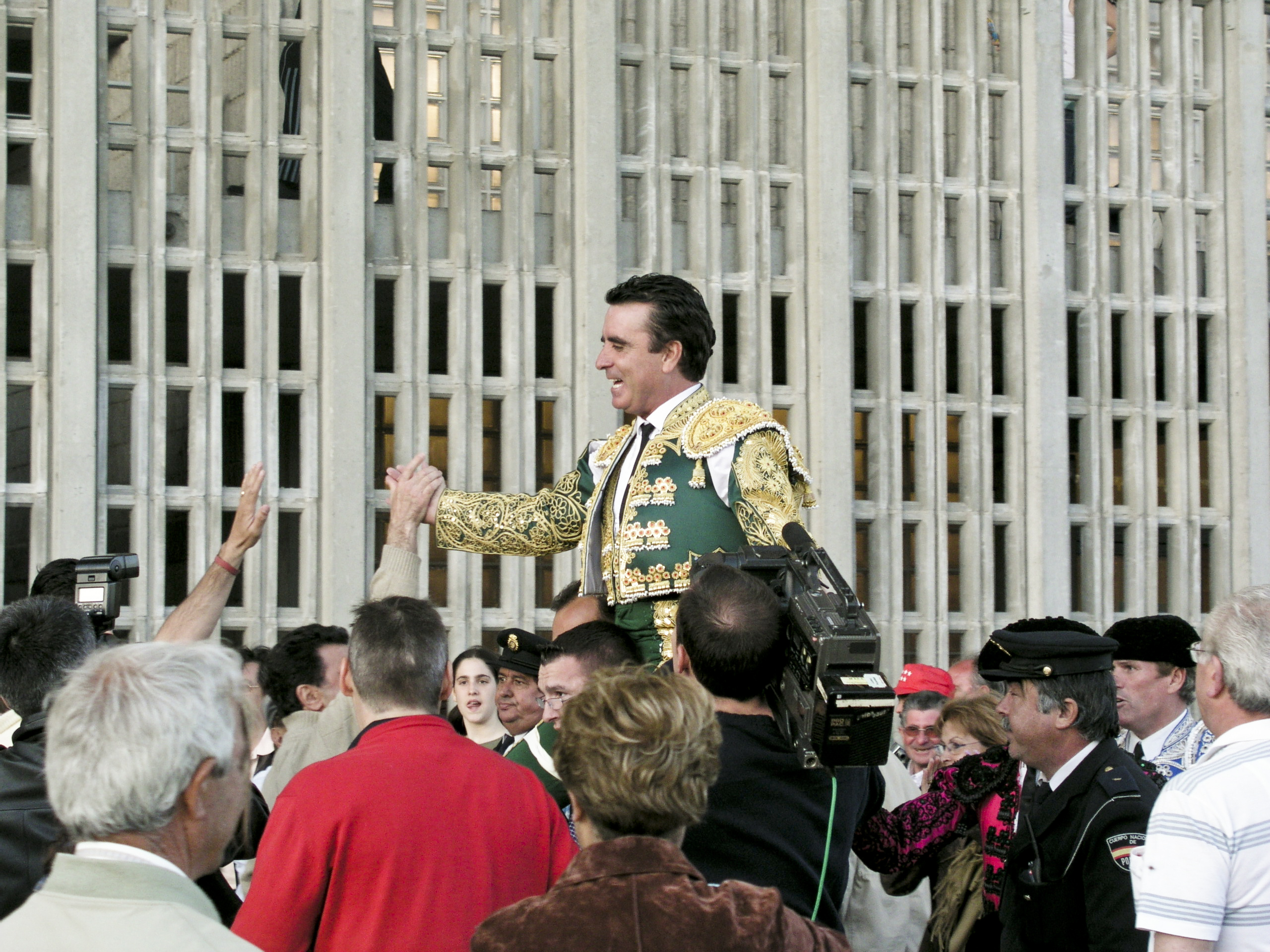
José Ortega Cano bärs ut genom stora porten i Getafe den 14 maj 2005.

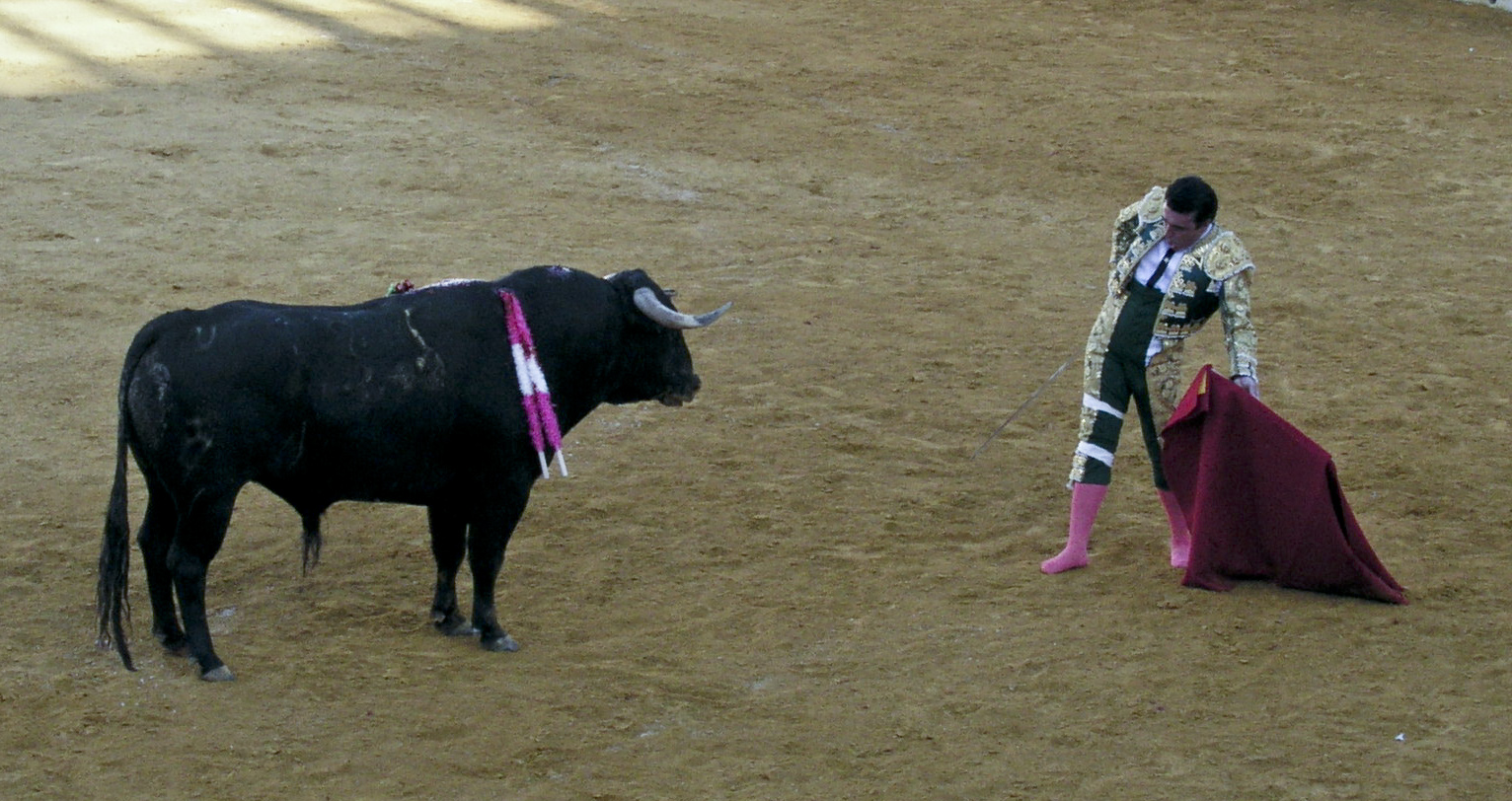
Ortega Cano i Getafe, där han triumferar efter att ha skadats i höger ben. Här har han tagit av sig skorna.

José María Ortega Cano, född den 27 december 1953 i Cartagena, är en spansk tjurfäktare.
Ortega var skicklig med sin capote och hade som banderillero lätt för att placera sina banderillas (dekorerade hullingförsedda spjut), något som han praktiserade under sina första år. Hans rörelser med muletan karakteriserades av en känsla av säkerhet för en torero av den klassiska skolan. Han genomgick La alternativa i Zaragoza 1974 och blev en av de mest framträdande personerna inom tjurfäktningen under 1980-talet och början av 1990-talet.
Ortega hade några viktiga triumfer i Las Ventas i Madrid, där han bars ut i triumf på axlarna vid fyra tillfällen. Det var också där han 1982 fäktade mot tjuren Velador, den enda tjur som har benådats på denna arena.
Han fick också uppleva den mörka sidan av tjurfäktningen, då han vid flera tillfällen stångades illa, och han blev också kritiserad efter några av sina framträdande under sina sista år som torero, under vilka han samtidigt nådde stor popularitet tack vare sitt äktenskap med sångerskan (tonadillera) Rocío Jurado.

## Karriär

### De första åren
Ortega föddes i Cartagena, men bodde från nio års ålder i San Sebastián de los Reyes. Sina första steg i tjurfäktningens värld tog han i den lite mer allvarliga delen av den skämtsamma tjurfäktningspjäsen av Blas Romero, El Platanito.
Han debuterade med picadores den 9 september 1973 och belönades med ett öra på Plaza de Toros de Vistalegre de Madrid och började så sin karriär som novillero, vilket varade endast ett år.

### Alternativa
Ortega mottog La alternativa i Zaragoza 12 november 1974 av José María Manzanares och med Paco Bautista som vittne till ceremonin. Ortega Cano fick ingen trofé efter att ha kämpat mot sin första tjur, från uppfödarna Osborne, men fick ett öra som hedersbetygelse efter den andra.
De följande säsongerna hade han svårigheter att få något tjurfäktningskontrakt, och hans bekräftelse av La alternativa i Las Ventas fördröjdes till den 14 maj 1978. Den eftermiddagen, med tjurar från Sotillo Gutiérrez och med Antonio Rojas som fadder och Lorenzo Manuel Villalta som vittne, gick Ortega Cano två varv runt arenan efter sin första tjur, efter att presidenten inte ville ge honom någon trofé, trots publikens begäran, och  ytterligare ett varv efter den andra tjuren.

### Första betydande triumferna (1978–1985)
Den 20 augusti 1978 blev han allvarligt stångad i högra låret under en tjurfäktningsfest i Bilbao när han skulle döda den första tjuren, för vilket han sedan mottog två öron. Han avslutade säsongen med 18 tjurfäktningar.
Efter sina lyckade framträdande i Madrid året före blev han åter allvarligt skadad den 28 maj under San Isidro-festen 1979. Han mottog troféerna Mayte och Casa de Córdoba för bästa svärdsstöten (estocada).
Ortega deltog i 31 tjurfäktningar 1979 och 26 under 1980, gick ner till 10 stycken 1981 och 13 under 1982. Den 19 juli sistnämnda året, under Corrida Extraordinaria de la Prensa som firades på Las Ventas, lyckades han få tjuren  Velador från uppfödarna Victorino Martín benådad – den enda tjur som har benådats under Madrids långa tjurfäktningshistoria.
1983 ökade antalet tjurfäktningar till 27, och under 1984 deltog han i 23 tjurfäktningar. Tjurfäktningen den 14 september på Las Ventas är den mest framträdande och där belönades han med ett öra. Trots att han 1985 blev stångad ett antal gånger, fäktades han vid totalt 48 tillfällen. Liksom vid de tidigare säsongerna åkte han till Amerika, och utsågs till segerherre vid Feria de Quito "Jesús del Gran Poder".

### 1986
Säsongen 1986 blev lyckad för José Ortega Cano. Förutom att med 82 tjurfäktningar i Spanien ha placerat sig på en av de första platserna på listan för matadores de toros med flest tjurfäktningar, gjorde han ett stort antal lyckade framträdanden.
Vid två tillfällen lämnade han Las Ventas genom stora porten, första gången den 22 maj, under San Isidrofesten, och andra gången, den 12 september, hand i hand med Julio Robles.
Dessutom bars han ut på axlarna från många spanska arenor, som i sin hemstad Cartagena, Granada, Soria, Logroño och Úbeda, och i amerikanska, som Cartagena de Indias, Medellin, Bogotá, och Lima, där han vann el Escapulario de Oro under Señor de los Milagros-högtiden.

### Medgång och motgång (1987–1995)
Säsongen 1987 började bra, han belönades med två öron den 20 april i Arlés vilket gjorde att han fick César Girón-priset, och belönades med ett öra för var och en av de tjurar han fäktade mot den 2 juni i Madrid, och kunde så åter lämna Las Ventas genom stora porten en andra gång.
Den 13 oktober detta år stångades han mycket illa i Zaragoza av sin andra tjur, efter att ha fått två öron efter sin första tjur, och fick stora skador i buken och i bröstkorgen. Denna händelse och andra som inträffade senare påverkade hans uthållighet, som var ojämn under de följande säsongerna.
År 1991 gjorde han ett lyckat framträdande under aprilfäktningarna och fick tre öron vid välgörenhetsgalan i Madrid, och kunde för fjärde gången i sin karriär lämna Las Ventas genom den stora porten. De följande säsongerna fäktades han mer än 50 gånger och kunde triumfera på platser som Granada, Alicante, Pamplona, Jaén, Murcia, Albacete, El Puerto de Santa María, León, La Coruña och Burgos.

### Åren 1996–1997
Säsongen 1996, som Ortega Cano hade annonserat som den sista i sin karriär, började dåligt för honom i Cartagena, och han framträdde på några de största tjurfäktningsarenorna men med dålig motivation. Vid den tiden hade han redan gjort ett hopp in i skvallerpressen (la prensa del corazón), efter att den 17 februari 1995 ha gift sig med sångerskan och skådespelerskan Rocío Jurado från Cádiz på finkan Yerbabuena, en egendom som ägs Ortega Cano.
Efter att ha uppträtt i byar där han aldrig hade varit tidigare, återupptog han säsongen i september och belönades med en tjursvans (rabo) i Algete efter sin andra tjur, efter att ha fått tre varningar (avisos) under sin första, och benådat en tjur vid festligheterna i Jaén. Ortega Cano hade bestämt sig för att förlänga sin karriär ytterligare en tid.
Efter att obemärkt åkt till Sevilla och hållit sig borta från tjurfäktningsaffischerna i Madrid, blev 1997 ett år som karakteriserades av Ortega Canos uppträdanden på tjurfäktningar av liten betydelse. Trots detta uppmärksammades några av hans faenas i Castellón, Barcelona och El Puerto de Santa María.

### Avsked (1998)

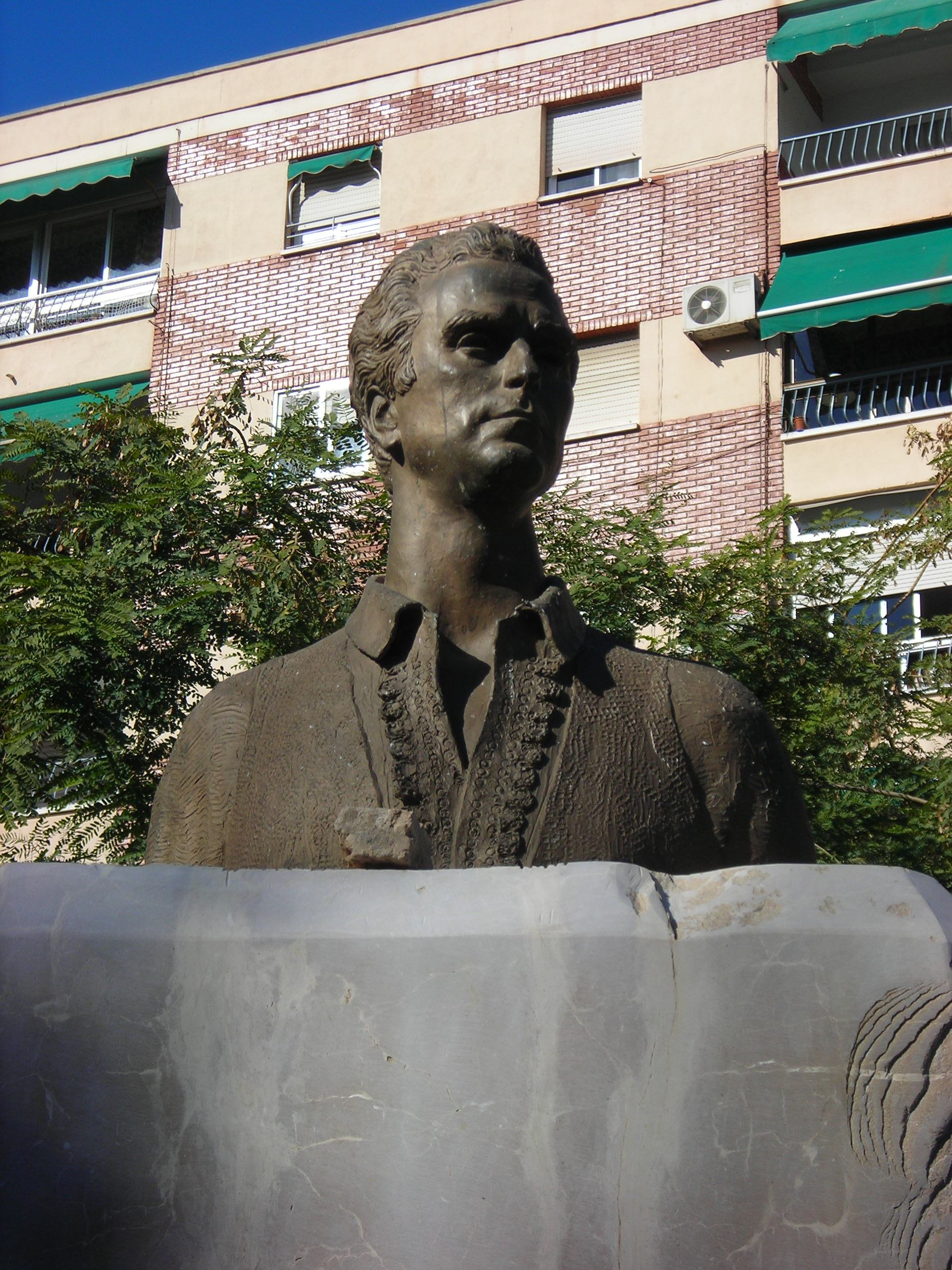
Byst av Ortega Cano, av Juan de Ávalos, på det torg i Murcia som bär hans namn.

Säsongen 1998 annonserades som det definitiva avskedet för José Ortega Cano. Uppmärksammande framgångar hade han i Sevilla, där han mottog två öron mot en tjur från  Jandilla, Algeciras, Burgos, Nimes, Bilbao och Zaragoza.
Under höstfesten i Madrid (Feria de Otoño de Madrid) fäktade han ensam sex tjurar i rad, några klagorop hördes och det var tyst under de flesta av de faenas han gjorde mot tjurarna.
Efter att ha dragit sig tillbaka från tjurfäktningsringarna, fortsatte Ortega Cano som en populär person tack vare sitt äktenskap med Rocío Jurado. De adopterade 1999 två colombianska barn, José Fernando och Gloria Camila, som var torerons första barn.

### Återkomst
År 2001, då han fått en ny manager, Eduardo Canorea, framträdde Ortega Cano åter. Publiken gillade dock inte denna återkomst av toreron, som dessutom hade några allvarliga missöden under sina framträdanden. Den 21 november 2003 tog han farväl av spanska tjurfäktningsarenorna genom att ensam bekämpa sex tjurar i rad på Palacio de Vistalegre. Den 8 december tog han farväl av den mexikanska publiken och belönades med ett öra på den mexikanska arenan Monumental.
Efter att ha uppträtt på olika festivaler, framträdde han åter den 14 maj 2005 i Getafe, där han skadades men kunde motta två öron. Ortega Cano bestämde sig för att ägna sig åt sin fru Rocío Jurado, som hade fått diagnosen pankreascancer 2004. Efter hennes död i juni 2006 annonserade han ett nytt framträdande vilket ägde rum i Olivenza den 4 mars 2007, då Ortega Cano fick motta ett öra.

### Trafikolycka
Lördagen den 28 maj 2011, kl 23:30, skadades Ortega Cano allvarligt i en bilolycka på väg A-8002, 28 kilometer från Sevilla. Enligt trafikmyndigheterna har Ortega Cano kommit in på mötande körbana och frontalkrockade med en annan personbil, vars förare (Carlos Parra) omkom omedelbart. Cano lämnade sjukhuset den 11 juni 2011. Under sommaren-hösten 2011 inleddes en rättsprocess mot Cano gällande hans inblandning i olyckan. Cano dömdes den 24 april 2013 av rätten i Sevilla till fängelse i två år och sex månader.
Efter ett år och en månad beviljades han ’’el tercer grado de semilibertad’’ som ger möjlighet till vistelse delvis i frihet och med vissa restriktioner.